# Touch Dance
Albums de Eurythmics
Touch
(1984) 1984 (For the Love of Big Brother)
(1984)
Touch Dance est un album de remixes d'Eurythmics, sorti le 28 mai 1984.
Cet opus propose quatre titres extraits de l'album Touch remixés par des producteurs en vue de la scène new yorkaise de l'époque (John « Jellybean » Benitez et François Kevorkian).
Annie Lennox a déclaré dans une interview qu'elle n'aimait pas du tout ce disque, le jugeant trop commercial. Eurythmics a été peu impliqué dans le projet, initié par RCA Records.
L'album s'est classé 31e au UK Albums Chart et 123e au Billboard 200.

## Liste des titres
Toutes les chansons sont écrites et composées par Annie Lennox et Dave Stewart.
| 1. | The First Cut  | 6:34 |
| 2. | Cool Blue      | 5:58 |
| 3. | Paint a Rumour | 7:26 |
| 4. | Regrets        | 7:34 |

| 1. | The First Cut (Instrumental)  | 7:14 |
| 2. | Cool Blue (Instrumental)      | 6:54 |
| 3. | Paint a Rumour (Instrumental) | 5:53 |